# Aeschremon
Aeschremon är ett släkte av fjärilar. Aeschremon ingår i familjen Crambidae.
Kladogram enligt Catalogue of Life:
| Aeschremon | \| \| Aeschremon belutschistanalis \| \| \| \| \| \| Aeschremon disparalis \| \| \| \| \| \| Aeschremon indistinctalis \| \| \| \| \| \| Aeschremon tenalis \| \| \| \| |
|            | \| \| Aeschremon belutschistanalis \| \| \| \| \| \| Aeschremon disparalis \| \| \| \| \| \| Aeschremon indistinctalis \| \| \| \| \| \| Aeschremon tenalis \| \| \| \| |
|            | Aeschremon belutschistanalis |
|            | |
|            | Aeschremon disparalis |
|            | |
|            | Aeschremon indistinctalis |
|            | |
|            | Aeschremon tenalis |
|            | |